# Karl-Gustav Fellenius
Karl Gustav Fellenius (ur. 31 marca 1882, zm. 18 czerwca 1939 w Sztokholmie) – inspektor szwedzkiego ministerstwa skarbu, sekretarz Towarzystwo Szwedzko-Polskiego.

## Życiorys
Był inspektorem szwedzkiego ministerstwa skarbu. Pisał o historii Polski, a od 1929 roku był sekretarzem Towarzystwa Szwedzko-Polskiego. W 1932 roku w miejscowości Trollhättan odnalazł dokument zawierający pozdrowienia Tadeusza Kościuszki dla narodu szwedzkiego.
3 maja 1932 roku podczas zebrania Towarzystwa Szwedzko-Polskiego w Sztokholmie na wniosek Falleniusa przegłosowano uchwałę o zwróceniu się do Senatu UJ z prośbą o utworzenie na tej uczelni lektoratu języka szwedzkiego. Równocześnie Towarzystwo zobowiązało się pokrywać koszty jego działalności, a jak pisze redaktor Nowego Dziennika znaczną cześć pokrywał osobiście Fallenius. W październiku 1932 roku Fellenius wziął udział w otwarciu na Uniwersytecie Jagiellońskim lektoratu języka szwedzkiego oraz dorocznym zebraniu Towarzystwa Polsko-Szwedzkiego w Krakowie. Podczas otwarcia lektoratu rektor UJ miał okazję podziękowanie Felleniusowi za książki przekazane jego inicjatywy przez Towarzystwo Szwedzko-Polskie bibliotece UJ.
W 1931 roku opracował bibliografię utworów przetłumaczonych z języka polskiego na język szwedzki (Svensk-Polska Foreningen 1926 — 1931). W 1935 roku zebrał w antologii utwory poetyckie i teksty prozą, które były „wyrazem sympatii i uczucia Szwedów dla Polski”.
Był sekretarzem generalnym Szwedzkiego Związku Wyznawców Szwedzkiego Kościoła (Svenska Kyrkans Lekmannaförbund) i redaktorem naczelnym czasopisma Kyrkobröderna. 

## Publikacje
- Några Svensk-Polska minnen Stockholm 1939[8]
- Sverige och Polens frihetskamp Göteborg 1939[9]
- Polen i svensk opinion för 75 år sedan Stockholm 1938[10]
- Polska i Szwecja w perspektywie dziejowej : Fryderyk Chopin a Szwedzi (Kosciuszko och Sverige : ett minne från 1797 Stockholm 1937[11]
- Polen i svensk lyrik: antologi 1935[12]
- Kosciuszko och Sverige : ett minne från 1797 Stockholm 1936[13]
- Polska frågan i Sverige år 1863 : anteckningar ur polsk-svenska papper Stockholm 1936[14]
- Örnungarna Stockholm 1934[15]
- Collaboration intellectuelle entre la Suède et la Pologne Stockholm 1932[16]
- Kort redogörelse för femårsperioden 1926-1930 jämte förteckning över Polsk litteratur, översatt till Svenska Stockholm 1931[17]